# Campeonato Carioca de Remo em 1901
O Campeonato Carioca de Remo de 1901 foi realizado em 25 de agosto. Foi a quarta edição dessa competição, e a segunda organizada pelo Conselho Superior de Regatas. Dos onze páreos disputados, o mais importante foi o quinto, vencido pela baleeira a 6 remos Syrtes, do Club de Regatas Boqueirão do Passeio, que se sagrou campeão pela primeira vez.
Contou com novos clubes, recém-fundados: Cajuense, Guanabara e Internacional.

## Páreos
| Páreo                                       | Tipo de barco        | Distância | Categoria                    | 1º lugar                      | 2º lugar                       |
| ------------------------------------------- | -------------------- | --------- | ---------------------------- | ----------------------------- | ------------------------------ |
| 1º CR Vasco da Gama                         | Baleeira a 12 remos  | 2000 m    | júniores                     | Guanabara (Natação e Regatas) | Voga (Guanabara)               |
| 2º CR Natação e Regatas                     | Baleeira a 2 remos   | 1000 m    | sêniores                     | Léa (Boqueirão do Passeio)    | Íris (Gragoatá)                |
| 3º CR Boqueirão do Passeio                  | Baleeira a 4 remos   | 1000 m    | júnores                      | Miragem (Icarahy)             | Bohemia (Natação e Regatas)    |
| 4º Escola Naval                             | Escaleres a 12 remos | 2000 m    | Aspirantes e guardas-marinha | Paysandu                      | Tonelero                       |
| 5º Conselho Superior de Regatas- Campeonato | Baleeira a 6 remos   | 2000 m    | sêniores                     | Syrtes (Boqueirão do Passeio) | Moema (Icarahy)                |
| 6º GR Gragoatá                              | Canoas a 2 remos     | 1000 m    | júniores                     | Ruth (Internacional)          | Waklkiria ((Natação e Regatas) |
| 7º GR Flamengo                              | canoas a 4 remos     | 1000 m    | júniores                     | Eólia (Boqueirão do Passeio)  | Resoluta (Internacional)       |
| 8º Sul América                              | Canoas a 4 remos     | 1000 m    | júniores                     | Minerva (Icarahy)             | Electra (Cajuense)             |
| 9º CR Botafogo                              | Baleeiras a 4 remos  | 2000 m    | sêniores                     | Itabira (Flamengo)            | Vésper (Gragoatá)              |
| 10º CR Icarahy                              | Baleeira a 6 remos   | 1000 m    | júniores                     | Visão (Internacional)         | Moema (Icarahy)                |
| 11º CR Internacional                        | Canoas a 2 remos     | 1000 m    | sêniores                     | Marilda (Icarahy)             | Ruth (internacional)           |

## Resultado
| Clube                | Primerios Lugares | Segundos Lugares |
| -------------------- | ----------------- | ---------------- |
| Icarahy              | 3                 | 2                |
| Boqueirão do Passeio | 3                 | 0                |
| Internacional        | 2                 | 2                |
| Natação e Regatas    | 1                 | 2                |
| Flamengo             | 1                 | 0                |
| Gragoatá             | 0                 | 2                |
| Guanabara            | 0                 | 1                |
| Cajuense             | 0                 | 1                |